# Чен, Кэрол
Кэрол Чен (англ. Carol Cheng Yu-Ling, кит. упр. 鄭裕玲; род. 9 сентября 1957, Гонконг) — гонконгская актриса.

## Биография
Кэрол родилась 9 сентября 1957 года в семье актера Сай Ква-Пау. После окончания школы она стала посещать курсы актёрского мастерства. В середине 70-х Кэрол подписала контракт с телеканалом RTV, для которого сыграла в нескольких телефильмах и сериалах. А уже в 1978-м Кэрол перешла на TVB.
В 1979 году сериал «Хороший, плохой, злой», в котором Кэрол сыграла с Чоу Юн-Фатом. Спустя год вышло продолжение - сериал «Братья». Один из первых полнометражных фильмов с её участием вышел в 1983 году – «Последний роман», в котором также играл Чоу Юн-Фат. 
В конце 1980-х - начале 1990-х годов она снимается в большом количестве фильмов различных жанров и становится одной из самых узнаваемых актрис Гонконга. Картины  «Доспехи бога 2», «Женская тюрьма», «Фантазии деловых людей», «Её крутые методы», «Клетка тигра», «Клетка тигра 2» приносят ей известность.  
В 1984 она завоёвывает свою первую награду Гонконгской кинопремии за роль в фильме Цветочный город в номинации "Лучший новый актер". А в 1991 завоевала уже награду в номинации "Лучшая женская роль" за роль в фильме Её крутые методы.    
В 2000 году Чен стала обладательницей премии TVB Anniversary Awards в номинациях "Моя любимая телевизионная роль" и "Лучшая актриса" . С 2000-х годов Чен ушла из кино и сосредоточилась на работе ведущей.
В октябре 2022 года Чен покинула TVB после 44 лет работы в компании. В июне 2023 года она начала вести на YouTube ток-шоу "the Do Show".

## Избранная фильмография
| Год  |   | Русское название                                        | Оригинальное название               | Роль                            |
| ---- | - | ------------------------------------------------------- | ----------------------------------- | ------------------------------- |
| 2002 | ф | Игра в экономию                                         | Haan chin ga chuk                   | Diana                           |
| 2001 | ф | Мамаша без ребенка                                      | Yuk lui tim ding                    | Monica                          |
| 1998 | ф | Моя закусочная рисовой лапши                            | Gui lin rong ji                     | Rong Rong                       |
| 1994 | ф | Победители будут всегда                                 | Shen long du sheng: Qi kai de sheng |                                 |
| 1994 | ф | Эта замечательная жизнь                                 | Dai foo ji ga                       | Miss 'Coffee' Ho                |
| 1994 | ф | История меча и сабли                                    | Yi tian tu long ji                  |                                 |
| 1993 | ф | Священное оружие                                        | Wu xia qi gong zhu                  | Doll                            |
| 1993 | ф | Мастер Вонг против мастера Вонга                        | Huang Fei Hong dui Huang Fei Hong   | Shang Fan-Tung                  |
| 1992 | ф | Любовь: Теперь ты её видишь                             | Wo ai niu wen chai                  | Firefly                         |
| 1992 | ф | Девушка огонь                                           | Pen huo nu lang                     | Tracy Siu                       |
| 1991 | ф | Вечеринка многочисленной семьи                          | Ho moon yeh yin                     | Mimi                            |
| 1991 | ф | Доспехи Бога 2: Операция Кондор                         | Fei ying gai wak                    | Ada                             |
| 1991 | ф | Королева азартных игроков                               | Biu je, nei fan ye!                 | Nan                             |
| 1991 | ф | Самая высокая ставка                                    | Dou baa                             | Fanny / 'The Queen of Gambling' |
| 1991 | ф | Её крутые методы 2                                      | Biao jie, ni hao ye! xu ji          | Cheng Shih-Nan                  |
| 1991 | ф | Пройдохи против убийц                                   | Chi xian zhen bian ren              | Ling-Ling / Miss. Cheng         |
| 1991 | ф | Поймать вора                                            | Kai ma m yik jo                     | Ms. Cheung                      |
| 1990 | ф | Клетка тигра 2                                          | Sai hak chin                        | Petty Lee                       |
| 1990 | ф | Сердце в сердце                                         | San ren xin shi jie                 | Ao                              |
| 1990 | ф | Её крутые методы                                        | Biao jie, ni hao ye!                | Cheng Shih-Nan                  |
| 1990 | ф | Королевская скамья 3                                    | Gu huo da lu shi                    |                                 |
| 1990 | ф | Фантазии деловых людей 2: Мимолетная встреча в Синдзюку | Cuo zai xin xiu                     | Hsu Hsien-Shu                   |
| 1990 | ф | Подающая надежды мисс Боуи                              | Zhu fu                              | Miss Bowie                      |
| 1989 | ф | Высшее общество                                         | Dan sun gwai zuk                    |                                 |
| 1989 | ф | Идеальная пара                                          | Jui gaai nam pang yau               | Lok Ka-Kay                      |
| 1989 | ф | Ощущения, будто я горю                                  | Huo zhu gui                         | Ling                            |
| 1989 | ф | Фантазии деловых людей                                  | BXiao nan ren zhou ji               | Энн Хуэй                        |
| 1988 | ф | Восьмое счастье                                         | Bat sing bou hei                    | Do-Do                           |
| 1988 | ф | Клетка тигра                                            | Dak ging to lung                    | Insp. Shirley Ho Hsueh-Ling     |
| 1988 | ф | Луна, звезда, солнце                                    | Yuet kwong sing sing tai yeung      | Porsche                         |
| 1988 | ф | Женщины в тюрьме                                        | Lui ji gam yuk                      | Lynn Lee                        |
| 1988 | ф | Сердцем к сердцу                                        | San ren shi jie                     | Ju Lai-ngor                     |
| 1988 | ф | Мистер Одержимый                                        | Chuang xie xian sheng               | Tseng Hsiao-Yu                  |
| 1988 | ф | Призрак в доме                                          | Gat uk chong giu                    | Carmen                          |
| 1988 | ф | Безумная компания 2                                     | Jui gaai suen yau chong ching kwan  | Falishanna                      |
| 1988 | ф | Закон или справедливость                                | Fat jung ching                      | Ye Ying-wen                     |
| 1987 | ф | Звезда романтики                                        | Cheng chong chui lui chai           | Susan                           |
| 1987 | ф | Сестра Купидон                                          | Tian ci liang yuan                  | Miss Kam                        |
| 1987 | ф | Чудо-женщины                                            | Sun kei leung hap heu               |                                 |
| 1987 | ф | Мистер Красивый                                         | Mei nan zi                          | Nurse Ng                        |
| 1986 | ф | Ты хочешь, я хочу                                       | Ni qing wo yuan                     |                                 |
| 1983 | ф | Цветочный город                                         | Fa sing                             | Rebecca Leung Ha-Ching          |